# Ellsworth Huntington
Ellsworth Huntington, född 16 september 1876 i Galesburg, Illinois, 17 oktober 1947, var en amerikansk geograf.
Huntington var från 1912 professor vid Yaleuniversitetet i New Haven. Huntington företog flera forskningsresor i Främre Asien och Turkestan. Hans forskningar gällde huvudsakligen klimatförändringar samt klimatets inverkan på mänskliga kulturen. Bland hans arbeten märks Civilization and climate (1915 nu utgåva 1924), Climatic chages (1912, tillsammans med S. Visher), The character of races (1924), The pulse of progress (1926) samt The human habitat (1927).